# Дипломатические отношения Киевской Руси

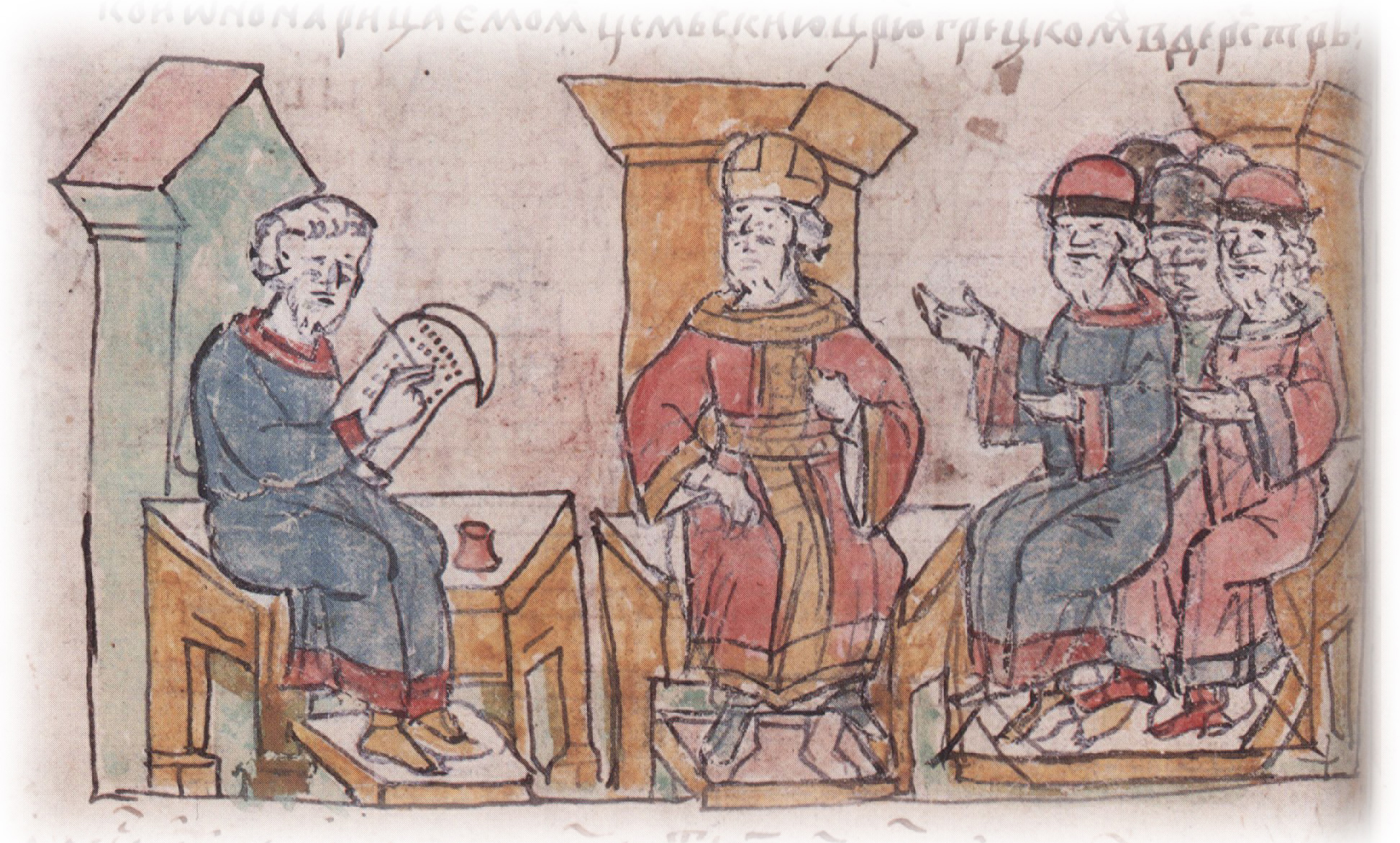
Приём византийским императором Иоанном Цимисхием послов князя Святослава Игоревича и запись писцом на пергамене условий мирного договора, предложенных Святославом. Миниатюра из Радзивилловской летописи, конец XV века

Киевская Русь имела дипломатические отношения со многими государствами, в частности — со странами Европы, Византией, скандинавскими странами, Хазарским каганатом и другими восточными странами. Эти связи берут начало с IX века, и продолжаются вплоть до распада Киевской Руси в XIII веке. В большинстве случаев за дипломатические отношения отвечал киевский великий князь, однако известны случаи сношений с соседними государствами и удельных князей (например, такие отношения имели Ярослав Осмомысл и его преемники на галицком столе).

## Период становления
Согласно «Повести временных лет», первым дипломатическим визитом в истории Руси можно считать визит киевского князя Кия в столицу Византии Царьград. Однако личность самого Кия считается историками легендарной, что ставит факт вышеназванного визита под сомнение. Некоторые учёные считают, что в легенде о Кие отразились хорошо известные по византийским источникам походы «антов и склавинов» в VI веке,  которые сопровождались дипломатическими контактами. Так, Юстиниан I отправил антам посольство, подтвердив согласие передать им крепость на левом берегу Дуная.
В составе «Повести временных лет» сохранились тексты русско-византийских договоров Χ века. Первый этих договоров был заключён в 911 году, вскоре после успешного похода Руси на Константинополь во главе с киевским князем Олегом в 907 году. По одной из версий, договор был заключён по инициативе Византии с целью предотвращения нападений со стороны киевских варягов в будущем. Договор предоставлял подданным Киевской Руси весьма выгодные для них условия. В частности, русские купцы были освобождены от уплаты обычной 10-процентной таможенной пошлины на все товары, ввозимые и вывозимые из Золотого Рога. Договор действовал вплоть до 944 года, когда киевский князь Игорь Рюрикович решил воспользоваться отсутствием императорского флота в Константинополе и попытался напасть на город с моря. Попытка окончилась неудачей, и следующий мирный договор от 944 года был составлен на менее выгодных для Руси условиях, в частности, была возвращена торговая пошлина в 10 %.  
В дальнейшем Киевская Русь заключала договоры с Византией в 971 и 1044 годах. Все они включали традиционные для того времени условия «мира и любви», определяли статус русских посольских и торговых миссий. Значительным этапом в русско-византийских отношениях стал договор князя Святослава с Византией, заключённый в 971 году, по которому стороны возвращались к отношениям, закреплённым в договорах 911 и 944 годов.
Также Киевская Русь к X веку имела опыт дипломатических контактов с Хазарией, Волжской Болгарией, Дунайской Болгарией, Священной Римской Империей, а также печенегами и скандинавскими странами.

## Период расцвета
Дальнейшее развитие древнерусской дипломатии связано с именами Владимира Святославича и Ярослава Мудрого, заключившими династические союзы. Во время правления Владимира русско-византийские отношения, в связи с принятием Русью христианства восточного обряда, вышли на качественно новый уровень. Несколько раньше, в процессе поиска Владимиром подходящей религии для своего государства, Русь установила отношения и с Римом. Известны имена нескольких киевских дипломатов этой эпохи — боярина Добрыни и его сына Константина Путяты, воеводы Вышаты, боярина Ивана Твориловича и ряда других.

## Период раздробленности
После смерти Ярослава Мудрого единое Древнерусское государство распалось на удельные княжества.
В 1238—1240 годах русские княжества были завоёваны татаро-монголами, что положило конец их независимости. С этого времени можно говорить о завершении истории древнерусской дипломатии.

## Особенности
В периоды раздробленности дипломатическая активность Древнерусского государства несколько ослаблялась, так как основное внимание последнего было сосредоточено на решении внутренних проблем. Но и в это время имели место контакты с соседними странами. Для поддержания дипломатических отношений князья высылали ко дворам иноземных правителей специальные посольства, которые иногда возглавляли сами. Также для контактов с иностранными государствами активно использовали бояр, купцов и духовных лиц. Княжества, имеющие наибольший политический вес — такие, как Киевское, Галицко-Волынское или Владимирское, принимали иностранные посольства и у себя. Послы пользовались значительными привилегиями: был разработан специальный, довольно сложный ритуал приёма послов, их особа и имущество считались неприкосновенными.